# Ferdinand Staudinger
Ferdinand Staudinger (* 28. Mai 1933 in Langschlag, Niederösterreich; † 25. Oktober 2018 in Zwettl, Niederösterreich) war ein österreichischer Bibelwissenschaftler, römisch-katholischer Geistlicher und Hochschullehrer.

## Leben
Staudinger besuchte das Stiftsgymnasium Melk, wo er 1955 maturierte. 1955 bis 1960 studierte er an der Philosophisch-theologischen Hochschule in St. Pölten, 1960 wurde er zum Priester geweiht und war danach als Kaplan tätig. 1961 bis 1964 studierte er Biblische Exegese am Päpstlichen Bibelinstitut in Rom, ab 1963 als Lizenziat. Er wirkte als Stenograf an der Protokollierung der Verhandlungen des Zweiten Vatikanischen Konzils mit. 1965 wurde er an der Universität Graz zum Dr. theol. promoviert.
Von 1964 bis zu seiner Emeritierung am 1. Oktober 2006 war er Professor für die Bibelwissenschaft des Neuen Testaments an der PTH St. Pölten und auch mehrfach Dekan der Hochschule. Außerdem lehrte er an der Universität Wien, an der Pädagogischen Hochschule Krems sowie an den Philosophisch-theologischen Hochschulen in St. Gabriel, Linz und Heiligenkreuz. 1983 bis 1988 war er Regens des Priesterseminars der Diözese St. Pölten. Ferner war er Domscholaster des Doms zu St. Pölten und arbeitete seit 1966 am diözesanen Ehegericht mit.
Er war Mitglied der Studiorum Novi Testamenti Societas (seit 1976), des Österreichischen Katholischen Bibelwerks und der Vereinigung Österreichischer Bibliothekarinnen und Bibliothekare. Seine Forschungsschwerpunkte waren die Synoptischen Evangelien und der Brief des Paulus an die Römer.
Ferdinand Staudinger verstarb in der Nacht vom 25. auf den 26. Oktober 2018 in einem Pflegeheim in Zwettl.